# Petrus Jans
Petrus Josephus Jans (Hilversum, 1909 – L'Aia, 1994) è stato un vescovo vetero-cattolico olandese.
Tra il 1929 e il 1934 studiò Teologia presso il Seminario di Amersfoort. Dopo gli anni come cappellano e parroco, (anche a Ĳmuiden e Amsterdam) resse il Seminario di Amersfoort tra il 1945 e il 1963, e fino al 1965 vi insegnò Teologia dogmatica e pratica.
Nel 1959 fu nominato e consacrato vescovo di Deventer, incarico che mantenne fino al 1979. Morì nel 1994.

## Opere
- Die Lehre der Kirche im Leben der Gläubigen, Schönenwerd 1954; Vorabdruck in: IKZ 43 (1953), S. 245-263
- Tagung des ökumenischen Rates in St. Andrews, in: IKZ 50 (1960), S. 248-254
- Mann und Frau im Verhältnis zum kirchlichen Amt, in: IKZ 52 (1962), S. 145-156.